# Calyptomena
A Calyptomena a madarak osztályának verébalakúak (Passeriformes) rendjébe, ezen belül a Calyptomenidae családjába tartozó nem.
Besorolásuk vitatott, régebben a  ricsókafélék (Eurylaimidae) családjába tartozó Calyptomeninae alcsaládba tartoztak, az újabb kutatások helyezték az új családba, de ez még nem minden rendszerező által elfogadott.

## Rendszerezés
A nembe az alábbi 3 faj tartozik:
- smaragdricsóka (Calyptomena viridis)
- azúrricsóka (Calyptomena hosii)
- feketetorkú ricsóka (Calyptomena whiteheadi)